# Liste der Kulturdenkmäler in Offenbach-Westend
Die folgende Liste enthält die in der Denkmaltopographie ausgewiesenen Kulturdenkmäler auf dem Gebiet des Stadtteils Westend der kreisfreien Stadt Offenbach am Main, Hessen.
Hinweis: Die Reihenfolge der Denkmäler in dieser Liste orientiert sich an der Anschrift, alternativ ist sie auch nach der Bezeichnung, der vom Landesamt für Denkmalpflege vergebenen Nummer oder der Bauzeit sortierbar.
Kulturdenkmäler werden fortlaufend im Denkmalverzeichnis des Landes Hessen durch das Landesamt für Denkmalpflege Hessen auf Basis des Hessischen Denkmalschutzgesetzes (HDSchG) geführt. Die Schutzwürdigkeit eines Kulturdenkmals hängt nicht von der Eintragung in das Denkmalverzeichnis des Landes Hessen oder der Veröffentlichung in der Denkmaltopographie ab.

| Bild                                         | Bezeichnung                                                                                     | Lage                                                                                | Beschreibung | Bauzeit       | Objekt-Nr. |
| -------------------------------------------- | ----------------------------------------------------------------------------------------------- | ----------------------------------------------------------------------------------- | --- | ------------- | ---------- |
| Gesamtanlage I Anlagenring                   | Gesamtanlage I Anlagenring                                                                      | Anlagenring Lage                                                                    | Ringstraße und Parkanlage vom Stadtteil Kaiserlei durch das Westend bis zum Klinikum und von dort in Richtung des S-Bahnhofs Offenbach Ost. Wesentliche Teile des Rings entstanden unter Leitung von Leonhard Eißnert. Ziel des Anlagenrings war in erster Linie eine wohnungsnahe Parkanlage entlang der Gründerzeitquartiere zu bieten, die ab dem 19. Jahrhundert am südlichen Stadtrand entstanden waren. | 1906–1930er   | 78355 DDB  |
| weitere Bilder                               | August-Bebel-Ring 17                                                                            | August-Bebel-Ring 17 LageFlur: 6, Flurstück: 75/8                                   | Zweigeschossige Villa. Architekt war Willi Körner. Eigentümer war die Metallwarenfabrik Weintraud & Co. GmbH, aus der die heutige Rowenta hervorging. | 1923–1924     | 78105 DDB  |
| Gesamtanlage XVI                             | Gesamtanlage XVI                                                                                | August-Hecht-Straße – Rödernstraße Lage                                             | Die Gesamtanlage, zwischen den Villen des Westends und der ehemaligen Bahntrasse der Frankfurt-Offenbacher Lokalbahn gelegen, zeigt einen repräsentativen Querschnitt der Offenbacher Bautätigkeit zwischen 1870 und 1920 mit dem einst selbstverständlichen Nebeneinander von Wohnhäusern und Industriebauten.                                                                                               | 1870–1920     | 78370 DDB  |
| August-Hecht-Straße 24                       | August-Hecht-Straße 24                                                                          | August-Hecht-Straße 24 LageFlur: 6, Flurstück: 283                                  | Mietshaus mit reich verzierter Fassade. | 1901–1902     | 78106 DDB  |
| August-Hecht-Straße 26                       | August-Hecht-Straße 26                                                                          | August-Hecht-Straße 26 LageFlur: 6, Flurstück: 282                                  | Wohnhaus von Architekt Wilhelm Herber. | 1902          | 78107 DDB  |
| Bismarckstraße 207                           | Bismarckstraße 207                                                                              | Bismarckstraße 207 LageFlur: 6, Flurstück: 549                                      | Doppelhaushälfte von 1900, nach einem Entwurf von Otto Bäppler. | 1900          | 78144 DDB  |
| Bismarckstraße 209                           | Bismarckstraße 209                                                                              | Bismarckstraße 209 LageFlur: 6, Flurstück: 550                                      | Doppelhaushälfte von 1899, nach einem Entwurf von Otto Bäppler. | 1899          | 78145 DDB  |
| weitere Bilder                               | Bismarckstraße 211 Bismarckstraße 213                                                           | Bismarckstraße 211/213 LageFlur: 6, Flurstück: 551                                  | Direktor- und Dienerwohngebäude der benachbarten Leibnizschule. Das zweigeschossige Haus enthielt im Erdgeschoss die Schuldienerwohnung und im Ober- und Dachgeschoss die Direktorenwohnung. | 1906          | 78146 DDB  |
| Bild gesucht BW                              | Dreieich-Park, Grenzstein                                                                       | Dreieichring LageFlur: 6, Flurstück: 350/1                                          | Der graue Sandsteinquader steht heutzutage auf keiner Grenze. Das eingemeißelte B könnte auf die Biebelsmühle hindeuten, die hier einstmals bestand. |               | 78384 DDB  |
| weitere Bilder                               | Dreieichring 2                                                                                  | Dreieichring 2 LageFlur: 6, Flurstück: 594                                          | Ehemaliges Wohn- und Bürohaus des Architekten Philipp Hufnagel. | 1902          | 78164 DDB  |
| Dreieichring 16Dreieichring 18               | Dreieichring 16 Dreieichring 18                                                                 | Dreieichring 16/18 LageFlur: 6, Flurstück: 580/1, 581                               | Doppelwohnhaus | 1905          | 78165 DDB  |
| weitere Bilder                               | Stadtgesundheitsamt                                                                             | Dreieichring 24 LageFlur: 6, Flurstück: 575/1                                       | Die Backsteinvilla wurde von den Architekten August Martenstein und Philipp Josseaux entworfen und von der örtlichen Baufirma Gebrüder Hasenbach ausgeführt. Seit den 2010er Jahren befindet sich dort das Erasmus-Bildungshaus. | 1899          | 78166 DDB  |
| weitere Bilder                               | Dreieichring 48 Dreieichring 50 Dreieichring 52 Dreieichring 54 Dreieichring 56 Dreieichring 58 | Dreieichring 48–58 LageFlur: 6, Flurstück: 567/1, 567/2, 568/1, 568/2, 569/1, 570/2 | Sechs Reihenhäuser. Seltene Form des Siedlungsbaus in Offenbach. | 1912          | 78137 DDB  |
| Eisenbahnbrücke                              | Eisenbahnbrücke                                                                                 | Dreieichring o. Nr. LageFlur: 6, Flurstück: 793/2                                   | Segmentbogen-Brücke von 1922 aus Beton mit profilierten Fronten zwischen Isenburg- und Dreieichring. | 1922          | 78416 DDB  |
| Frankfurter Straße 97                        | Frankfurter Straße 97                                                                           | Frankfurter Straße 97 LageFlur: 6, Flurstück: 306/1                                 | Markantes Wohn- und Geschäftshaus in der Formensprache des Jugendstils in Ecklage. | 1905          | 78174 DDB  |
| Villa Neubecker                              | Villa Neubecker                                                                                 | Frankfurter Straße 100 LageFlur: 6, Flurstück: 372/6                                | Villa, die nach dem Offenbacher Fabrikant für Brauereimaschinen, Adam Neubecker, benannt ist. Nach der Entdeckung der Kaiser-Friedrich-Quelle als Kurhaus genutzt. Heute ein für Offenbach baukünstlerisch wertvolles und seltenes Beispiel einer Villa klassizistischen Stiles. | 1839–1849     | 78175 DDB  |
| Frankfurter Straße 101                       | Frankfurter Straße 101                                                                          | Frankfurter Straße 101 LageFlur: 6, Flurstück: 310/1                                | Teil eines Doppelhauses. Die andere Hälfte besteht nicht mehr. | 1905          | 78350 DDB  |
| Frankfurter Straße 106B                      | Frankfurter Straße 106B                                                                         | Frankfurter Straße 106 B LageFlur: 6, Flurstück: 370/4, 370/5                       | Neobarocke zweigeschossige Villa. | 1892          | 78176 DDB  |
| Frankfurter Straße 108                       | Frankfurter Straße 108                                                                          | Frankfurter Straße 108 LageFlur: 6, Flurstück: 368/1                                | Ludwig Krumm, der Gründer der späteren Lederwarenfabrik Goldpfeil, war Bauherr der 1897 errichteten Villa. Auffallend die aufwändig gestalteten Werksteinfassaden mit neoklassizistischen Fenstergewänden. | 1897          | 78177 DDB  |
| Frankfurter Straße 109                       | Frankfurter Straße 109                                                                          | Frankfurter Straße 109 LageFlur: 6, Flurstück: 315                                  | Wohnhaus in zwei Vollgeschossen. | 1876          | 78178 DDB  |
| Frankfurter Straße 110                       | Frankfurter Straße 110                                                                          | Frankfurter Straße 110 LageFlur: 6, Flurstück: 367                                  | Villa mit aufwändig gestalteten Werksteinfassaden. | 1898          | 78179 DDB  |
| Frankfurter Straße 114Frankfurter Straße 116 | Frankfurter Straße 114 Frankfurter Straße 116                                                   | Frankfurter Straße 114/116 LageFlur: 6, Flurstück: 360, 363                         | Auf dem Gelände des ehemaligen Tulpenhofes wurde 1907 diese Doppelvilla durch das Bauunternehmen Gebrüder Beck errichtet. | 1907          | 78180 DDB  |
| Frankfurter Straße 118                       | Frankfurter Straße 118                                                                          | Frankfurter Straße 118 LageFlur: 6, Flurstück: 359/2                                | Freistehende Villa von 1922/23 des Häkel- und Stricknadelfabrikanten Ludwig Schmetzer. | 1922          | 78181 DDB  |
| Frankfurter Straße 120                       | Frankfurter Straße 120                                                                          | Frankfurter Straße 120 LageFlur: 6, Flurstück: 357/1                                | Insgesamt gut erhaltenes Beispiel einer repräsentativen Villa im neobarocken Stil. | 1904          | 78182 DDB  |
| Villa Bagatelle                              | Villa Bagatelle                                                                                 | Frankfurter Straße 121 LageFlur: 6, Flurstück: 329/1                                | Gehörte ehemals zum Anwesen Löwenruhe. Dort diente die Villa als Lust- und Gästehaus und wurde wohl von 1835 bis 1859 vom wohlhabenden Kaufmann Gerard Godard Taets von Amerongen bewohnt. | 1825–1835     | 78183 DDB  |
| weitere Bilder                               | Ehemaliges Gärtnerhaus                                                                          | Frankfurter Straße 131 LageFlur: 6, Flurstück: 334/8                                | Das Gärtnerhaus gehörte ursprünglich zur Villa Löwenruhe und diente als Gärtnerwohnung. Sanierung mit Denkmalschutzpreis 2020 der Stadt Offenbach am Main ausgezeichnet. | 1888          | 78184 DDB  |
| Toilettenhaus                                | Toilettenhaus                                                                                   | Frankfurter Straße 136 B LageFlur: 6, Flurstück: 350/1                              | Pittoreskes Häuschen am Dreieichpark. Als aufwändig gestalteter Zweckbau von bautypologischem und geschichtlichem Wert. | 1895–1905     | 78186 DDB  |
| Frankfurter Straße 142                       | Frankfurter Straße 142                                                                          | Frankfurter Straße 142 LageFlur: 6, Flurstück: 564                                  | Die freistehende, streng neoklassizistische Villa direkt an der Stadtgrenze zu Frankfurt wurde 1912/13 von Heinz Collin (1881–1967) errichtet. | 1912          | 78351 DDB  |
| Frankfurter Straße 143                       | Frankfurter Straße 143                                                                          | Frankfurter Straße 143 LageFlur: 6, Flurstück: 343/6                                | Kubischer, klassizistisch gestalteter Bau mit bossiertem Sockel und Bänderung im Erdgeschoss. | 1894          | 78185 DDB  |
| Hängender Grenzstein                         | Hängender Grenzstein                                                                            | Frankfurter Straße (neben Nr. 151) LageFlur: 6, Flurstück: 814                      | Die Grenzmarke aus Sandstein ist als Schlussstein in einen Brückenbogen eingelassen. Dargestellt sind das Wappen des Fürstentums Isenburg und das der Freien Reichsstadt Frankfurt am Main. |               | 78387 DDB  |
| Schultzsches Institut                        | Schultzsches Institut                                                                           | Geleitsstraße 94 LageFlur: 6, Flurstück: 435                                        | Als private Mädchenschule errichtet. Die Schule wurde unter dem Namen Schultzsche Institut betrieben. Freistehende zweigeschossige neobarocke Villa mit hohem, schiefergedecktem Mansarddach. Offenbacher Denkmalschutzpreis 2015. | 1898          | 78195 DDB  |
| Geleitsstraße 102                            | Geleitsstraße 102                                                                               | Geleitsstraße 102 LageFlur: 6, Flurstück: 432                                       | Zweigeschossige Villa in Ecklage. | 1910          | 78196 DDB  |
| weitere Bilder                               | Friedenskirche                                                                                  | Geleitsstraße 104 LageFlur: 6, Flurstück: 476                                       | Die Ausführung des Bauwerks orientiert sich am Wiesbadener Programm. Im Untergeschoss befinden sich die Gemeinderäume, hier war einst auch ein Kindergarten eingerichtet, das Obergeschoss dient hauptsächlich dem Gottesdienst. Im freistehenden, zweiflügeligen Jugendstilbau befinden sich daher Gottesdienstraum, Gemeinderäume, sowie Pfarr- und Küsterwohnung unter einem Dach.                         | 1911          | 78197 DDB  |
| Geleitsstraße 109                            | Geleitsstraße 109                                                                               | Geleitsstraße 109 LageFlur: 6, Flurstück: 443                                       | Villa im Stile der Neorenaissance, im Jahre 1900 durch Rechtsanwalt von Brentano erbaut. | 1900          | 78392 DDB  |
| Geleitsstraße 114                            | Geleitsstraße 114                                                                               | Geleitsstraße 114 LageFlur: 6, Flurstück: 528                                       | Eckhaus einen Reihenhausprojekts. Augenfällig der runde Eckerker mit Fachwerkobergeschoss und geschwungener Haube. | 1905          | 78198 DDB  |
| weitere Bilder                               | Körnerstraße 2                                                                                  | Körnerstraße 2 LageFlur: 6, Flurstück: 548                                          | Zweigeschossige freistehende Villa. Wohnhaus des Bauunternehmer Johannes Keiser. | 1905          | 78250 DDB  |
| Körnerstraße 8Körnerstraße 10                | Körnerstraße 8 Körnerstraße 10                                                                  | Körnerstraße 8/10 LageFlur: 6, Flurstück: 543/1, 544/1                              | Doppelhaus im traditionellen Landhausstil. | 1902          | 78251 DDB  |
| Körnerstraße 12                              | Körnerstraße 12                                                                                 | Körnerstraße 12 LageFlur: 6, Flurstück: 540/1                                       | Gemeinsam mit Körnerstraße 14 als Doppelhaus entstanden, Nr. 14 heute jedoch Neubau. Im Haus befand sich lange Zeit die Privatwohnung von Max Dienemann. Dort nahm er am 26. Dezember 1935 Regina Jonas die letzte Prüfung für das Rabbineramt ab und ordinierte sie hier am folgenden Tag als erste Rabbinerin weltweit.                                                                                     | 1905          | 78252 DDB  |
| Körnerstraße 13Körnerstraße 15               | Körnerstraße 13 Körnerstraße 15                                                                 | Körnerstraße 13/15 LageFlur: 6, Flurstück: 504/1, 506                               | Typisches Doppelhaus des Westends, die in der Zeit kurz nach 1900 in allen Stilvarianten errichtet wurden. Bei diesem Doppelhaus in voluminöser neobarocker Ausprägung. | 1910          | 78253 DDB  |
| weitere Bilder                               | Körnerstraße 16                                                                                 | Körnerstraße 16 LageFlur: 6, Flurstück: 537                                         | Eines der ersten Doppelhausprojekte in der Körnerstraße. | 1902          | 78254 DDB  |
| Körnerstraße 19Körnerstraße 21               | Körnerstraße 19 Körnerstraße 21                                                                 | Körnerstraße 19/21 LageFlur: 6, Flurstück: 507, 508                                 | Bemerkenswert die Erhaltung und Rekonstruktion der historischen Fenster mit ihrer die relativ schlichten Bauten sehr prägenden Unterteilung. | 1907          | 78255 DDB  |
| weitere Bilder                               | Körnerstraße 26                                                                                 | Körnerstraße 26 LageFlur: 6, Flurstück: 532                                         | Teil eines historischen Reihenhausensemble. Nummer 26 ist am originalsten erhalten. | 1905          | 78256 DDB  |
| weitere Bilder                               | Körnerstraße 32                                                                                 | Körnerstraße 32 LageFlur: 6, Flurstück: 529                                         | Teil eines historischen Reihenhausensemble. Die Renovierung des Gebäudes wurde mit dem Denkmalschutzpreis der Stadt Offenbach des Jahres 2013 gewürdigt. | 1905          | 78257 DDB  |
| Körnerstraße 35                              | Körnerstraße 35                                                                                 | Körnerstraße 35 LageFlur: 6, Flurstück: 516/1                                       | Städtebaulich bedeutende voluminöse Villa. | 1906          | 78201 DDB  |
| Körnerstraße 44                              | Körnerstraße 44                                                                                 | Körnerstraße 44 LageFlur: 6, Flurstück: 523                                         | Stattliche, neoklassizistische Villa. | 1910          | 78258 DDB  |
| Körnerstraße 48                              | Körnerstraße 48                                                                                 | Körnerstraße 48 LageFlur: 6, Flurstück: 520/1                                       | Sehr voluminöse und repräsentative Villa. Ausgezeichnet der Erhaltungszustand des Gebäudes einschließlich bedeutender Ausstattungsdetails im Inneren. | 1905          | 78259 DDB  |
| Körnerstraße 52                              | Körnerstraße 52                                                                                 | Körnerstraße 52 LageFlur: 6, Flurstück: 518                                         | Große neobarocke Villa. | 1906          | 78260 DDB  |
| Löwenstraße 18                               | Löwenstraße 18                                                                                  | Löwenstraße 18 LageFlur: 6, Flurstück: 293                                          | Teilweise in historistischen Formen, teilweise mit Jugendstileinflüssen. | 1906          | 78265 DDB  |
| Ludwigstraße 32                              | Ludwigstraße 32                                                                                 | Ludwigstraße 32 LageFlur: 6, Flurstück: 387                                         | Spätklassizistisches Wohnhaus von 1874. Es gehörte ursprünglich zur Metalldrückerei und Metallwarenfabrik Ludwig Haege. | 1874          | 78268 DDB  |
| Ludwigstraße 64–66                           | Ludwigstraße 64 Ludwigstraße 66                                                                 | Ludwigstraße 64/66 LageFlur: 6, Flurstück: 378, 379/2                               | Drei- bis vierstöckiges Doppelhaus des Architekten Max Schröder. Die Sandsteinfassade ist in neogotischem Stil ausgeführt. Teile des Hauses sind jedoch schon im Jugendstil gehalten. | 1902          | 78271 DDB  |
| Ludwigstraße 72                              | Ludwigstraße 72                                                                                 | Ludwigstraße 72 LageFlur: 6, Flurstück: 305/1                                       | Teil einer monumentalen, viergeschossigen Wohnhausgruppe, die einen hohen baukünstlerischen Wert besitzt und sehr gut erhalten ist. Qualitätvolle Fassade innerhalb dieser städtebaulich dominanten Häusergruppe. | 1905          | 78353 DDB  |
| Ludwigstraße 74                              | Ludwigstraße 74                                                                                 | Ludwigstraße 74 LageFlur: 6, Flurstück: 304                                         | Voluminöses Wohnhaus innerhalb der Hausreihe mit schönem Jugendstildekor. | 1905          | 78272 DDB  |
| Ludwigstraße 76Ludwigstraße 78               | Ludwigstraße 76 Ludwigstraße 78                                                                 | Ludwigstraße 76/78 LageFlur: 6, Flurstück: 302, 303                                 | Beide Häuser spiegelgleich erbaut, lediglich im Dachgeschoss unterschiedliche Gestaltung der Zwerchhäuser. | 1904          | 78273 DDB  |
| Ludwigstraße 90                              | Ludwigstraße 90                                                                                 | Ludwigstraße 90 LageFlur: 6, Flurstück: 233/3                                       | Gut erhaltenes Beispiel der Villenarchitektur des Klassizismus. | 1845 bis 1855 | 78276 DDB  |
| weitere Bilder                               | Lützowstraße 4                                                                                  | Lützowstraße 4 LageFlur: 6, Flurstück: 553                                          | Neobarockes Gebäude mit baukünstlerischen Wert und wichtiger Bestandteil des Villenviertels Westend. | 1913          | 78407 DDB  |
| weitere Bilder                               | Leibnizschule                                                                                   | Parkstraße 1 LageFlur: 6, Flurstück: 552                                            | Als Großherzogliches Knabengymnasium am Stadtrand in unmittelbarer Nähe zum Stadtpark errichtet. Dreiflügelige, u-förmige Anlage mit kurzen Seitenflügeln nach Plänen des Bauinspektors Reuling vom Großherzoglichen Hochbauamt Dieburg. | 1906–1909     | 78304 DDB  |
| Parkstraße 17                                | Parkstraße 17                                                                                   | Parkstraße 17 LageFlur: 6, Flurstück: 558                                           | Zweigeschossige Villa. | 1913          | 78354 DDB  |
| Parkstraße 37                                | Parkstraße 37                                                                                   | Parkstraße 37 LageFlur: 6, Flurstück: 562/1                                         | Gut erhaltene, zweigeschossige Villa. | 1905          | 78305 DDB  |
| weitere Bilder                               | Villa Jäger                                                                                     | Parkstraße 60 LageFlur: 6, Flurstück: 352/1                                         | Zweigeschossiger Backsteinbau mit Sandsteinelementen in neoklassizistischen Formen. | 1873          | 78306 DDB  |
| Rödernstraße 6                               | Rödernstraße 6                                                                                  | Rödernstraße 6 LageFlur: 6, Flurstück: 324                                          | Viergeschossiges Wohnhaus mit relativ schlichter Fassade. Aufwändig gestaltetes Treppenhaus aus der Entstehungszeit des Gebäudes erhalten, das in jüngster Zeit vorbildlich restauriert wurde. Besonders hervorzuheben ist die Linkrusta-Tapete mit Art-déco-Motiv, die nur noch sehr selten erhalten ist. | 1910          | 78412 DDB  |
| Villa Heyne                                  | Villa Heyne                                                                                     | Schillstraße 2 LageFlur: 63, Flurstück: 522                                         | Repräsentative Villa des Fabrikanten Fr. Julius Heyne. | 1911          | 78312 DDB  |
| Tulpenhofstraße 11Tulpenhofstraße 13         | Tulpenhofstraße 11 Tulpenhofstraße 13                                                           | Tulpenhofstraße 11/13 LageFlur: 6, Flurstück: 419, 420                              | Villenartiges Doppelhaus. | 1903          | 78332 DDB  |
| Tulpenhofstraße 12                           | Tulpenhofstraße 12                                                                              | Tulpenhofstraße 12 LageFlur: 6, Flurstück: 489/1                                    | Villenartiges Doppelhaus, von dem nach Kriegsbeschädigung nur eine Hälfte erhalten blieb. | 1897          | 78334 DDB  |
| Tulpenhofstraße 18                           | Tulpenhofstraße 18                                                                              | Tulpenhofstraße 18 LageFlur: 6, Flurstück: 482                                      | Nur einseitig erhaltenes Doppelhaus. | 1910          | 78333 DDB  |
| Tulpenhofstraße 31                           | Tulpenhofstraße 31                                                                              | Tulpenhofstraße 31 LageFlur: 6, Flurstück: 428/1                                    | Kubischer Baukörper über zwei Geschosse. | 1906          | 78335 DDB  |
| Tulpenhofstraße 38                           | Tulpenhofstraße 38                                                                              | Tulpenhofstraße 38 LageFlur: 6, Flurstück: 473                                      | Repräsentativer Baukörper über zwei Geschosse mit hohem Mansarddach. | 1908          | 78336 DDB  |
| Tulpenhofstraße 42                           | Tulpenhofstraße 42                                                                              | Tulpenhofstraße 42 LageFlur: 6, Flurstück: 469/1                                    | Einer der ersten Bauten auf der Tulpenhofstraße. | 1897          | 78337 DDB  |
| Tulpenhofstraße 52                           | Tulpenhofstraße 52                                                                              | Tulpenhofstraße 52 LageFlur: 6, Flurstück: 462/1                                    | Freistehende historische Vila, Treppenhaus im frühen Darmstädter Jugendstil. | 1899          | 78338 DDB  |
| Tulpenhofstraße 54                           | Tulpenhofstraße 54                                                                              | Tulpenhofstraße 54 LageFlur: 6, Flurstück: 459/1                                    | Gedrungener, kubischer Baukörper mit seitlichem Risalit. | 1898          | 78339 DDB  |
| Tulpenhofstraße 55                           | Tulpenhofstraße 55                                                                              | Tulpenhofstraße 55 LageFlur: 6, Flurstück: 456                                      | Freistehende, zweigeschossige Villa mit reicher Dachlandschaft. | 1900–1910     | 78340 DDB  |